# The Ghost Flower
Pour plus de détails, voir Fiche technique et Distribution.
The Ghost Flower est un film muet américain, réalisé par Frank Borzage et sorti en 1918.

## Synopsis
Giulia, la fille d'un marchand de vins, est aimée de Tony Cafarelli, un membre de la Camorra. Giulia demande à son fiancé de la protéger, mais quand Tony tue celui-ci, elle s'enfuit terrifiée. À Naples, elle est adoptée par La Farge, un poète français, qui lui donne une éducation et la fait travailler pour devenir actrice. Le soir de ses débuts, elle rencontre le duc de Chaumont, et ils tombent profondément amoureux l'un de l'autre. Tony, toutefois, finit par retrouver sa trace à Naples, tue La Farge et se bat avec Chaumont. Pour protéger son fiancé, Giulia jure qu'elle aime Tony et repart chez elle, où elle découvre Chaumont qui l'y a précédée. Tony meurt des blessures que lui a infligées Chaumont pendant leur lutte, laissant le jeune couple en paix.

## Fiche technique
- Titre original : The Ghost Flower
- Réalisation : Frank Borzage
- Scénario : Catherine Carr
- Photographie : Jack MacKenzie
- Société de production : Triangle Film Corporation
- Société de distribution : Triangle Distributing Corporation
- Pays d’origine :  États-Unis
- Langue : anglais
- Format : Noir et blanc - 35 mm - 1,37:1 - Muet
- Genre : drame
- Durée : 5 bobines
- Licence : Domaine public
- Dates de sortie :
  - États-Unis : 18 août 1918

## Distribution
- Alma Rubens : Giulia
- Charles West : La Farge
- Francis McDonald : Tony Cafarelli
- Dick Rosson : Paola
- Emory Johnson : Duc de Chaumont
- Naida Lessing : La Serena
- Tote Du Crow : Ercolano